# Lista drumurilor județene din județul Ilfov
Aceasta este o listă ce cuprinde toate drumurile județene aflate pe raza Ilfov, așa cum au fost clasificate de Ministerul Transporturilor.
| Județul Ilfov                                                   | Județul Ilfov                                                                                              | Județul Ilfov                                                   | Județul Ilfov                                                   | Județul Ilfov                                                   | Județul Ilfov                                                                          |
| Drum Județean                                                   | Traseu | Origine                                                         | Destinație                                                      | Lungimea (km)                                                   | Reclasat din:                                                                          |
| --------------------------------------------------------------- | --- | --------------------------------------------------------------- | --------------------------------------------------------------- | --------------------------------------------------------------- | -------------------------------------------------------------------------------------- |
| DJ100                                                           | Otopeni - Tunari - Ștefăneștii de Jos - Afumați - Găneasa - Cozieni - Pasărea - Brănești - Vadu Anei       | Km 0+000 Otopeni                                                | Km 35+000 Limita Jud. Călărași                                  | 35,000                                                          |                                                                                        |
| DJ101                                                           | Buftea - Tamași - Corbeanca - Petrești - Balotești - Căciulați - Moara Vlăsiei - Grădiștea - Sitaru        | Km 0+000 Buftea                                                 | Km 37+600 Jud. Ialomița                                         | 37,600                                                          |                                                                                        |
| DJ101A                                                          | Corbeanca - Ostratu - Periș                                                                                | Km 0+000 Corbeanca                                              | Km 14+000 Jud.Dâmbovița                                         | 14,000                                                          |                                                                                        |
| DJ101B                                                          | Periș - Tâncăbești - Vlădiceasca - Ciofliceni - Ghermănești - Snagov - Gruiu - Lipia - Nuci - Merii Petchi | Km 8+000 Jud.Dâmbovița                                          | Km 47+000 Jud. Ialomița                                         | 47,000                                                          | Se suprapune cu DJ101A, Km 8 + 000 – Km 10 + 000                                       |
| DJ101C                                                          | Ciolpani - Siliștea Snagovului - Șanțu-Florești - Gruiu - Lipia                                            | Km 0+000 DN1                                                    | Km 20+860 DJ101C 20+860                                         | 20,860                                                          | Se suprapune cu DJ101B Km 11 + 000 – Km 14 + 500                                       |
| DJ101J                                                          | Sitaru – Mănăstirea Balamuci                                                                               | Km 0+000 Sitaru                                                 | Km 1+500 Mănăstirea Balamuci                                    | 1,500                                                           |                                                                                        |
| DJ101M                                                          | DN1 - Lacul Snagov(DJ111)                                                                                  | Km 0+000 DN1                                                    | Km 4+600 Lacul Snagov(DJ 111)                                   | 4,600                                                           |                                                                                        |
| DJ101N                                                          | Ciolpani - Izvorani                                                                                        | Km 0+000 Ciolpani                                               | Km 3+100 Izvorani                                               | 3.100                                                           |                                                                                        |
| DJ110H                                                          | DJ101C – Siliștea Snagovului                                                                               | Km 0+000 DJ101C                                                 | Km 3+700 Siliștea Snagovului                                    | 3,700                                                           |                                                                                        |
| DJ110J                                                          | Bariera Gruiu (DJ 101C) - Gruiu - Complex SNCFR Astoria                                                    | Km 0+000 Bariera Gruiu (DJ 101C)                                | Km 2+100 Complex SNCFR Astoria                                  | 2.100                                                           |                                                                                        |
| DJ111                                                           | Snagov Palat (DJ110H) – Baza Veche – Pacea – Izvorani (DJ101N)                                             | Km 0+000 Snagov Palat                                           | Km 10+000 Izvorani                                              | 10,000                                                          |                                                                                        |
| DJ200                                                           | Ștefăneștii de Jos – Dascălu – Gagu                                                                        | Km 6+200 Voluntari                                              | Km 27+225 Grădiștea                                             | 27,225                                                          |                                                                                        |
| DJ200A                                                          | Afumați – Petrăchioaia                                                                                     | Km 0+000 Afumati (DN2)                                          | Km 8+060 Petrăchioaia (DJ402)                                   | 8,060                                                           |                                                                                        |
| DJ200B                                                          | București – Voluntari – Tunari – Dimieni – Balotești – Dumbrăveni - Săftica                                | Km 8+800 Centura Bucuresti                                      | Km 25+100 DN1(Săftica)                                          | 25,100                                                          |                                                                                        |
| DJ300                                                           | Pantelimon – Moara Domnească- Găneasa - Șindrilița                                                         | Km 0+000 Pantelimon                                             | Km 13+200 Șindrilița                                            | 13,200                                                          |                                                                                        |
| DJ301                                                           | Pantelimon (DN3) – Cernica – Tânganu – Limita Jud. Călărași                                                | Km 0+000 Pantelimon                                             | Km 13+000 Limita Jud. Călărași                                  | 13,000                                                          |                                                                                        |
| DJ301A                                                          | Cățelu - Glina – Bălăceanca - Poșta                                                                        | Km 0+000 Cățelu                                                 | Km 9+200 Poșta                                                  | 9,200                                                           |                                                                                        |
| DJ301B                                                          | DN3 – Mănăstirea Pustnicu                                                                                  | Km 20+450 DN3                                                   | Km 4+500 Mănăstirea Pustnicu                                    | 4,500                                                           |                                                                                        |
| DJ401                                                           | Berceni - Vidra                                                                                            | Km 6+520 Centura Bucuresti                                      | Km 19+000 Limita județ Giurgiu                                  | 12,500                                                          |                                                                                        |
| DJ401A                                                          | Sintești – Jilava – Măgurele – Bragadiru – Clinceni – Domnești                                             | Km 0+000 Vidra                                                  | Km 32+350 Ciorogarla                                            | 32,350                                                          |                                                                                        |
| DJ401D                                                          | Dărăști-Ilfov - 1 Decembrie - Copăceni - Crețești                                                          | Km 0+000 Daresti Ilfov                                          | Km 14+360 Crețești (DN5)                                        | 14,360                                                          |                                                                                        |
| DJ402                                                           | Măineasca- Petrăchioaia - Vânători- Gagu                                                                   | Km 64+420 Limita Județul Ialomița                               | Km 74+870 Gagu (DJ200)                                          | 28,500                                                          |                                                                                        |
| DJ601                                                           | A1 – Ciorogârla – Limita județ Giurgiu                                                                     | Km 0+000 A1                                                     | Km 7+000 Limita județ Giurgiu                                   | 7,000                                                           |                                                                                        |
| DJ601A                                                          | București - Roșu - Chiajna - Dragomirești-Deal - Limita județ Giurgiu                                      | Km 1+600 București                                              | Km 11+500 Limita județ Giurgiu                                  | 9,900                                                           |                                                                                        |
| DJ602                                                           | București - Domnești - Ciorogârla - Limita județ Giurgiu - Săbăreni-Gară - Buftea                          | Km 6+790-21+950 Centura București                               | Km 32+250-40+090 Buftea                                         | 19,600                                                          | Se suprapune cu DJ401A Km 11+500 – Km 15+500 Se suprapune cu DJ601Km 19+000-Km 19+700. |
| DJ602A                                                          | Buftea-cartier Flămânzeni - cartier Crețulești - limită județ Dâmbovița,                                   | Km 0+000 Buftea                                                 | Km 4+000 limită județ Dâmbovița                                 | 4,000                                                           |                                                                                        |
| DJ184                                                           | Dascălu – Moara Vlasiei – Ghermănești                                                                      | Km 0+000 Dascălu                                                | Km 37+738 Ghermănești                                           | 37,738                                                          |                                                                                        |
| DJ400                                                           | Măgurele (DJ401A) - Dărăști-Ilfov                                                                          | Km 0+000 Măgurele (DJ401A)                                      | Km 4+000 Dărăști-Ilfov                                          | 4,000                                                           |                                                                                        |
| DJ143                                                           | Măgurele (DJ401A) - limită județ Giurgiu                                                                   | Km 0+000 Măgurele (DJ401A)                                      | Km 5+810 limită județ Giurgiu                                   | 5,810                                                           |                                                                                        |
| Lungimea totală a rețelei de drumuri județene din județul ILFOV | Lungimea totală a rețelei de drumuri județene din județul ILFOV                                            | Lungimea totală a rețelei de drumuri județene din județul ILFOV | Lungimea totală a rețelei de drumuri județene din județul ILFOV | Lungimea totală a rețelei de drumuri județene din județul ILFOV | 407 Km                                                                                 |